# 이상호 (음악가)
이상호(1981년 4월 9일-)는 음악가이다.

## 경력
- 2010년 비스트 - Shock
- 2010년 씨엔블루 - 외톨이야
- 2007년 씨야 - 사랑의 인사
- 2008년 김종국 - 어제보다 오늘 더
- 2010년 FT 아일랜드 - 사랑사랑사랑
- 2010년 이승기 - 지금부터 사랑해
- 2010년 레드애플 - 니가 뭔데
- 2011년 G.NA - Black & White
- 2011년 G.NA - Top Girl
- 2011년 FT 아일랜드 - Hello Hello
- 2011년 휘성 - 가슴시린 이야기
- 2011년 티아라 - 왜 이러니
- 2011년 씨야 - 씨야 내겐 너무 멋진 그대
- 2012년 이승기 - 결혼해줄래

## 수상
- 2011년 제1회 한국음악저작권대상 락부문 작곡가상